# Jacques Fatton
Jacques Fatton (Montbéliard, Franco Condado; 19 de diciembre de 1925 - Ginebra, Suiza; 26 de julio de 2011) fue un futbolista suizo que jugaba de delantero. Jugó 440 partidos oficiales anotando 307 goles. Adicionalmente, es el máximo goleador en la historia de la Superliga de Suiza.

## Selección nacional
Fue internacional con la selección de fútbol de Suiza en 53 partidos entre 1946 y 1955 anotando 29 goles.

### Participaciones en Copas del Mundo
| Mundial                        | Sede   | Resultado        |
| ------------------------------ | ------ | ---------------- |
| Copa Mundial de Fútbol de 1950 | Brasil | Primera fase     |
| Copa Mundial de Fútbol de 1954 | Suiza  | Cuartos de final |

## Clubes
| Club              | País    | Año       |
| ----------------- | ------- | --------- |
| Servette FC       | Suiza   | 1943-1954 |
| Olympique de Lyon | Francia | 1954-1958 |
| Servette FC       | Suiza   | 1958-1963 |

## Palmarés

### Campeonatos nacionales
| Título           | Club        | País  | Año     |
| ---------------- | ----------- | ----- | ------- |
| Super Liga Suiza | Servette FC | Suiza | 1945/46 |
| Super Liga Suiza | Servette FC | Suiza | 1949/50 |
| Super Liga Suiza | Servette FC | Suiza | 1960/61 |
| Super Liga Suiza | Servette FC | Suiza | 1961/62 |

### Distinciones individuales
| Distinción                      | Año     |
| ------------------------------- | ------- |
| Goleador de la Super Liga Suiza | 1948/49 |
| Goleador de la Super Liga Suiza | 1949/50 |
| Goleador de la Super Liga Suiza | 1961/62 |